# Powellisetia lineata
Powellisetia lineata är en snäckart som först beskrevs av E. C. Smith 1962.  Powellisetia lineata ingår i släktet Powellisetia och familjen Rissoidae. Inga underarter finns listade i Catalogue of Life.